# 新民主陣線 (斯里蘭卡)
新民主陣線（英語：New Democratic Front，缩写为NDF）是斯里蘭卡一個政黨聯盟。1995年，该政黨聯盟以“民主聯合民族拉利斯陣線”（Democratic United National Lalith Front）之名成立，後在2009年改用現名。

## 歷史

### 2010年斯里蘭卡總統選舉
斯里蘭卡軍隊前參謀長和司令官薩拉斯·豐塞卡代表新民主陣線，出戰2010年斯里兰卡总统选举。因為豐塞卡獲得兩大重要反對黨（统一国民党和人民解放阵线）的支持，他打著「反對黨派聯合候選人」的旗號，與時任總統马欣达·拉贾帕克萨成為選舉中兩名主要候選人之一。
最終薩拉斯·豐塞卡僅得票40%，未能擊敗拉贾帕克萨。

### 2015年斯里蘭卡總統選舉
2014年12月，邁特里帕拉·西里塞納宣布以新民主陣線的「天鵝之記」，籌組團隊，競逐翌年1月8日的總統選舉。選舉結果顯示，西里塞納最終得票超過51%，擊敗只有47%得票率、競逐連任的總統马欣达·拉贾帕克萨。西里塞納在2015年1月9日、即選舉後翌日，宣誓就任斯里蘭卡總統。
2018年，西里塞納將總理拉尼爾·維克勒馬辛哈撤職，並任命馬欣達·拉賈帕克薩為新任總理。西里塞納的舉動觸發憲政危機，其後他更加解散國會，當時國會主要由新民主陣線和陣線的支持者控制，因此舉動引起極大爭議。

### 2019年斯里蘭卡總統選舉
2019年總統選舉中，新民主陣線派出萨吉特·普雷马达萨為候選人，但最終落敗。擔任黨主席的普雷馬達薩決定為敗選負責，引咎辭職。